# 徳原恵梨
徳原 恵梨（とくはら・えり、1988年2月16日 - ）は、日本のタレント。舞夢プロ所属。
夫は元プロ野球選手、野球解説者、野球評論家、タレントの赤星憲広。

## 経歴・人物
兵庫県出身。少女時代は宝塚歌劇団に入ることに憧れ、バレエ・ダンスなどの習い事に熱中していた。地元の高校卒業後はダンス系の専門学校に通っていた。
専門学校卒業後にタレントに転身。当初は『徳原えり』名義での活動で、2011年10月から2012年3月まで奈良テレビ放送の番組『ゆうドキッ!』に水曜日のアシスタントやリポーターとして出演していた。
2015年4月に現在の『徳原恵梨』名義に改名した。
タレントとしてはゴルフ関連の仕事が多いが、当初はゴルフを全く知らず、文字通り「一から学んだ」という。現在では「自分の生活の一部である」とまで言うほどのゴルフ好きにもなった。ちなみにベストスコアは「85」。
またゴルフ番組を中心にテレビやコマーシャルなどへの出演も多い人物でもある。
2022年4月4日、元阪神タイガースの赤星憲広と結婚したことが発表された。

## 出演番組
- ゆうドキッ!（奈良テレビ放送、2011年10月 - 2012年3月） - アシスタントMC
- 原田伸郎のめざせパーゴルフⅢ」（サンテレビジョン、2013年 - 現在） - アシスタントMC
- 発見たまご!ころころコロンブス（関西テレビ放送、2017年 - 現在） - リポーター